# Mogoșoaia
Mogoșoaia est une commune de l'ouest du județ d'Ilfov en Roumanie.
Au XVIIe siècle, Constantin Brâncoveanu a acheté du terrain et y a construit, entre 1698 et 1702, le Palais de Mogoșoaia.

## Géographie
| Buftea | Corbeanca | Otopeni  |
|        | Mogoșoaia | Bucarest |
|        | Chitila   |          |

## Démographie
Lors du recensement de 2011, 86,93 % de la population se déclarent roumains et 1,84 % comme roms (0,74 % déclarent une autre appartenance ethnique et 10,46 % ne déclarent pas d'appartenance ethnique).

## Politique
| Parti | Parti                           | Sièges |
| ----- | ------------------------------- | ------ |
|       | Parti national libéral (PNL)    | 11     |
|       | Parti social-démocrate (PSD)    | 3      |
|       | Parti Mouvement populaire (PMP) | 1      |